# Ким Хёён
Ким Хё Ён (кор. 김효연; род. 22 сентября 1989 года), более известная как Хёён или DJ HYO, — южнокорейская певица, танцовщица и диджей. Она дебютировала в качестве участницы женской группы Girls' Generation в августе 2007 года. Она так же участвовала в других проектах SM Entertainment, включая Girls’ Generation — Oh!GG и Got the Beat. В 2016 году дебютировала сольно с синглом «Mystery».

## Биография и ранняя жизнь
Хёён родилась 22 сентября 1989 года в Инчхоне, Республика Корея. Она выросла с родителями и младшим братом Мингу. Изучение танцев Хёён формально начала в начальной школе. В соседней хип-хоп школе она изучала хип-хоп, джаз и латиноамериканские танцы. В 1999 году она поступила в танцевальную школу Winners Dance School, которая известна в Южной Корее в изучении поппинга, локинга и других хип-хоп стилей. Там она познакомилась с Минён (будущая участница Miss A) и они сформировали танцевальный дуэт «Маленькие победители» (англ. Little Winners); в 2004 году о них написали на сайте Hiphoper.com.
В 2000 году Хёён пошла на прослушивание в S.M. Entertainment. Она сказала, что прослушивалась, потому что мама привела её в офис в надежде встретиться с H.O.T.. В 2004 году вместе с Сивоном из Super Junior Хёён отправили на изучение китайского в Пекин. Она получала танцевальные уроки от Electric Boogaloos и таких известных хореографов, как Ким Херан, Poppin Seen, Ван Хо (Crazy Monkey), Poppin DS, Квон Сокчин (Locking Khan), и бывший участник Black Beat Сим Джэвон. Она также работала с хореографами Джастина Тимберлейка и несколькими иностранными преподавателями.
До дебюта в SNSD Хёён работала с Джанет Джексон и была танцором на выступлении БоА на Mnet KM Music Festival 2005. В 2007 году она объединилась с Чэ Воном для танцевальной коллаборации «Anonymous». Её также выбрали как танцора-айдола № 1 по версии Star News.

## Карьера

### 2007−14: Начинания в карьере
В августе 2007 года Хёён дебютировала как участница Girls’ Generation под управлением S.M. Entertainment.
7 марта 2010 года Хёён и её одногруппницы Джессика и Суён появились в одном из эпизодов дорамы «О, моя леди!». В ноябре 2011 года вместе с Санни она стала участницей шоу «Непобедимая молодёжь». В апреле 2012 года Хёён стала участницей телешоу «Танцы со звёздами», а её партнёром стал Ким Хёнсок; в финале они заняли второе место. В октябре она приняла участие в проекте Younique.
В январе 2013 года Хёён появилась в шоу «Слепой тест: 180 градусов». В мае была выбрана азиатским послом Topshop в Гонконге. В июне стала судьей шоу «Танцевальная девятка» с Юри.

### 2015−17: Роли на телевидении и сольная карьера
12 февраля 2015 года вышел видеоклип «Shake That Brass» Эмбер из f(x), где Хёён сыграла эпизодическую роль. 14 марта она выступила во втором сезоне шоу «Бессмертная песня» с бойбендом S; они набрали 423 балла и одержали победу. 11 июня она запустила своё шоу «Миллион лайков Хёён», транслировавшееся на OnStyle.. 1 июля Хёён стала первой участницей SNSD, опубликовавшей свою книгу «Стиль Хё», в которой она поделилась советами о красоте, моде и образе жизни. Книга состояла из 142 страниц и продавалась в комплекте с DVD. В сентябре стала участницей телевизионного шоу «Мэшап». 11 сентября вышел видеоклип рэпера Васко, в котором Хёён также приняла участие.
3 февраля 2016 года Хёён была специальной ведущей телешоу «Добиться красоты». 9 июля состоялась премьера шоу «Звездный приход», где 12 корейских и китайских знаменитостей говорили о своей работе в зарубежных странах. В июне стала участницей танцевального проекта «Зажги сцену». Также записала совместную песню с Тхэён для её второго мини-альбома Why. В августе Хёён стала частью временной группы Triple T для записи трека «Born to Be Wild» для проекта SM Station с Пак Чинёном.=. В декабре был выпущен сингл «Mystery» в рамках того же SM Station и в качестве первого сольного сингла Хёён. Для поддержки было запущено шоу «Десять миллионов лайков Хёён 2».
1 июня 2017 года был выпущен второй сингл «Wannabe», записанный при участии San E.

### 2018−настоящее время: Работа диджея и дебют в качестве DJ HYO
Осенью 2017 года Хёён начала интересоваться работой диджея, принимая участие в сетах различных развлекательных клубов. В марте 2018 года появилась первая информация о её сольном камбэке, который, по слухам, должен был состояться в том же месяце, но был отложен. 18 апреля она выпустила сингл «Sober» в двух версиях — корейской и английской, а также представила новый сценический псевдоним — DJ Hyo.
В августе 2018 года было объявлено, что Хёён дебютирует во второй подгруппе Girls’ Generation — Oh!GG, который состоит из пяти участниц оставшиеся в SM Entertainment. Группа выпустила свой дебютный сингл, «Lil’ Touch», в сентябре.
7 ноября SM. Entertainment представил тизерные фото с объявлением о том, что Хеён выпустит свой второй официальный трек в качестве DJ Hyo с новым синглом под названием «Punk Right Now», в котором есть американский DJ 3LAU, 13 ноября. 20 июля 2019 года Хёён выпустила новый сингл «Badster». В тот же день было выпущено анимационное музыкальное видео. В мае Хёён стала участницей шоу Good Girls. 22 июля Хёён выпустила сингл «Dessert» при участии Соён из (G)I-dle и Loopy.
9 августа 2021 года Hyoyeon выпустила сингл «Second» вместе с BIBI. 27 декабря было объявлено что Хёён войдет в состав супергруппы Got the Beat вместе с Тхэён. Дебют группы состоялся 3 января 2022 года с синглом «Step Back». 2 мая 2022 года SM Entertainment объявили, что 16 мая Хёён выпустит свой первый мини-альбом под названием Deep.

## Дискография

### Мини-альбомы
- Deep (2022)

## Фильмография

### Фильмы
| Год  | Название         | Роль      | Примечания                     | Ссылка |
| ---- | ---------------- | --------- | ------------------------------ | ------ |
| 2012 | I Am.            | Саму себя | Биографический фильм о SM Town | [ 33 ] |
| 2015 | SMTown The Stage | Саму себя | Документальный фильм о SM Town | [ 34 ] |

### Телесериалы
| Год  | Название             | Телеканал | Роль    | Примечания    |
| ---- | -------------------- | --------- | ------- | ------------- |
| 2008 | Бесконечная помолвка | KBS       |         | Камео (эп.64) |
| 2010 | Моя леди             | SBS       | Herself | Камео (эп.7)  |

### Реалити-шоу
| Год       | Название                                   | Телеканал   | Роль         | Примечания                         |
| --------- | ------------------------------------------ | ----------- | ------------ | ---------------------------------- |
| 2007      | Cutie Honey, Mini Musical                  | KBS2        |              | вместе с Юри & Джессика            |
| 2011-2012 | Invincible Youth 2                         | KBS         | Главный каст | вместе Санни                       |
| 2012      | Dancing with the Stars: Season 2           | MBC         | Главный каст | Хёён и Ким Хенсок заняли 2-е место |
| 2013      | Blind Test Show 180 Degrees                | MBC         | Саму себя    |                                    |
| 2013      | Dancing 9: Season 1                        | Mnet        | Тренер       | вместе с Юри                       |
| 2015      | Hyoyeon’s One Million Likes                | OnStyle     | Саму себя    |                                    |
| 2015      | Mash Up                                    | SBS MTV     | Участница    |                                    |
| 2016      | Star Advent                                | Shandong TV | Главный каст |                                    |
| 2016      | Hyoyeon’s 10 Million Likes                 | OnStyle     | Главный каст | Реалити шоу Китай-Корея            |
| 2016      | «Зажги сцену»                              | Mnet        | Участница    |                                    |
| 2017      | Attraction TV: Season 2                    | OnStyle     | Регулярно    |                                    |
| 2017-2018 | My English Puberty                         | tvN         | Главный каст |                                    |
| 2018      | Where is Mr.Kim: Season 2                  | tvN         | Главный каст |                                    |
| 2018      | Secret Unnie                               | JTBC        | Участница    | Эпизоды 2-6, 8-9, 13-19            |
| 2018      | Human Intelligence — The Most Perfect A.I. | JTBC        | Участница    |                                    |
| 2020      | Good Girl                                  | Mnet        | Участница    |                                    |

### Веб-шоу
| Год  | Название                          | Телеканал           | Роль      | Примечания     | Ссылки |
| ---- | --------------------------------- | ------------------- | --------- | -------------- | ------ |
| 2021 | Unnie’s Beauty Carpool            | Naver Style TV      | Участница | вместе с Борой |        |
| 2021 | Today’s Celebrity — Filial Master | Naver Shopping Live | Гость     |                | [ 35 ] |

## Награды и номинации
| Год  | Премия                   | Номинация                                    | Результат |
| ---- | ------------------------ | -------------------------------------------- | --------- |
| 2012 | MBC Entertainment Awards | Лучший женский новичок (Танцы со звёздами 2) | Номинация |